# Conselho Internacional de Aeroportos
Conselho Internacional de Aeroportos (em inglês:  Airports Council International - ACI) é o único representante comercial global das autoridades aeroportuárias do mundo. Fundada em 1991, a ACI representa os interesses dos aeroportos com governos e organizações internacionais, desenvolve padrões, políticas e práticas recomendadas para aeroportos e fornece informações e oportunidades de treinamento para elevar os padrões em todo o mundo. O objetivo é proporcionar ao público um sistema de transporte aéreo seguro, eficiente e ambientalmente responsável.
É governado pelo Conselho de Administração da ACI. O ACI World está localizada em Montreal, Quebec, Canadá. A ACI trabalha diariamente com a Organização da Aviação Civil Internacional (ICAO) e é membro do Grupo de Ação de Transporte Aéreo (ATAG).